# Коуэн, Тайлер
Тайлер Коуэн (англ. Tyler Cowen; 21 января 1962) — американский экономист, специалист в области экономики культуры.
Бакалавр (1983, университет Джорджа Мэйсона); доктор философии (1987, Гарвард, научный руководитель — нобелевский лауреат Т. Шелинг). Работал в Калифорнийском университете (Ирвин; 1987—1989) и университете Джорджа Мэйсона (с 1989). Директор Центра политической экономии Джеймса Бьюкенена. Член редколлегии American Interest.
В 2011 году журнал Foreign Policy включил в список топ 100 глобальных мыслителей.

## Основные произведения
- «Риск и деловые циклы: новые и старые австрийские перспективы» (Risk and Business Cycles: New and Old Austrian Perspectives, 1998);
- «Творческое уничтожение: как глобализация изменяет мировые культуры» (Creative Destruction: How Globalization is Changing the World’s Cultures, 2002).
- «Великая стагнация» (The Great Stagnation: How America Ate All the Low-Hanging Fruit of Modern History, Got Sick, and Will (Eventually) Feel Better, 2011)
- Average is Over: Powering America Beyond the Age of the Great Stagnation (2013)
  - Среднего более не дано: Как выйти из эпохи Великой стагнации. — М.: Изд-во Института Гайдара, 2015. — 320 с.